# Hironari Iwamoto
Hironari Iwamoto (jap. 岩元 洋成, Iwamoto Hironari; * 27. Juni 1970 in der Präfektur Kagoshima) ist ein ehemaliger japanischer Fußballspieler.

## Karriere
Iwamoto erlernte das Fußballspielen in der Schulmannschaft der Kagoshima Jitsugyo High School und der Universitätsmannschaft der Risshō-Universität. Seinen ersten Vertrag unterschrieb er 1993 bei Fujita Industries (Bellmare Hiratsuka). Der Verein spielte in der zweithöchsten Liga des Landes, der Japan Football League. 1993 wurde er mit dem Verein Meister der Japan Football League und stieg in die J1 League auf. 1994 gewann er mit dem Verein den Kaiserpokal. Für den Verein absolvierte er 102 Spiele. 1999 wechselte er zum Zweitligisten Montedio Yamagata. Für den Verein absolvierte er 67 Erstligaspiele. Ende 2000 beendete er seine Karriere als Fußballspieler.

## Erfolge
Bellmare Hiratsuka
- Kaiserpokal

Sieger: 1994